# After MASH
After MASH is een Amerikaanse komische televisieserie die voor het eerst uitgezonden werd tussen 1983 en 1985 door CBS. Het is een spin-off van de populaire televisieserie M*A*S*H. Er werden twee seizoenen ofwel 31 afleveringen geproduceerd.

## Verhaal
De serie volgt de belevenissen van kolonel Sherman T. Potter, sergeant Maxwell Klinger en eerwaarde John Mulcahy, drie hoofdpersonages uit M*A*S*H die na het einde van de Koreaanse Oorlog aan de slag gaan in een ziekenhuis voor veteranen.
Potter is stafchef van het ziekenhuis en haalt Klinger aan boord als zijn administratief assistent en Mulcahy als ziekenhuispastor. Andere medewerkers zijn onder meer de bureaucratische, incompetente ziekenhuisadministrateur Mike D'Angelo (die in het tweede seizoen vervangen wordt door de gladde nieuwe beheerder Wally Wainwright), zijn opdringerige secretaresse Alma en de ietwat naïeve jonge chirurg in opleiding Gene Pfeiffer. De meest opvallende patiënt is de verstrooide oude rot Bob Scannell.
Een nieuw hoofdpersonage is Soon-Lee Klinger, een Koreaanse vluchtelinge met wie Maxwell Klinger trouwde in de laatste aflevering van M*A*S*H. Slechts twee andere personages uit de originele serie duiken op in een gastrol: Radar O'Reilly en kolonel Samuel Flagg.
De verhalen wisselen af tussen luchtige komedie en serieuze beschrijvingen van de menselijke verwoesting die door de oorlog was aangericht.

## Rolverdeling
Legenda
 = Hoofdrol
 = Bijrol
 = Gastrol
 = Geen rol
| Acteur              | Personage                 | S1 | S2 |
| ------------------- | ------------------------- | -- | -- |
| Harry Morgan        | kolonel Sherman T. Potter | 22 | 9  |
| Jamie Farr          | sergeant Maxwell Klinger  | 22 | 9  |
| William Christopher | eerwaarde John Mulcahy    | 22 | 9  |
| Rosalind Chao       | Soon-Lee Klinger          | 21 | 9  |
| Brandis Kemp        | Alma Cox                  | 12 | 9  |
| Barbara Townsend    | Mildred Potter            | 22 |    |
| Anne Pitoniak       | Mildred Potter            |    | 9  |
| John Chappell       | Mike D'Angelo             | 20 |    |
| Patrick Cranshaw    | Bob Scannell              | 16 | 3  |
| David Ackroyd       | Dr. Boyer                 | 6  | 9  |
| Lois Foraker        | verpleegster Coleman      | 13 | 1  |
| Jay O. Sanders      | Dr. Gene Pfeiffer         | 11 |    |
| Peter Michael Goetz | Wally Wainright           |    | 9  |
| Gary Burghoff       | Walter "Radar" O'Reilly   | 2  |    |
| Edward Winter       | kolonel Samuel Flagg      | 1  |    |

## Afleveringen
Het eerste seizoen, bestaande uit 22 afleveringen, werd door CBS op maandagavond uitgezonden van 26 september 1983 tot en met 12 maart 1984. Het tweede seizoen ging van start op 23 september 1984, maar omdat het programma naar dinsdagavond verschoven was, kwam het rechtstreeks tegenover de populaire televisieserie The A-Team op NBC te staan waardoor de kijkcijfers kelderden. Dit leidde tot de annulering van de serie na slechts 9 afleveringen van het tweede seizoen.

## Ontvangst
Het eerste seizoen eindigde in de top 15 van Nielsen en de aflevering Fallout kreeg een Emmynominatie. Desondanks was de serie geen succes. Er werden diverse aanpassingen gedaan: zo zou aanvankelijk het personage Gene Pfeiffer een leidende rol krijgen, maar deze werd halverwege het eerste seizoen vervangen door de meer flamboyante Mark Boyer. In het tweede seizoen vonden nog meer wijzigingen plaats in de cast en de verhaallijn, in de hoop te kunnen concurreren tegen het tegelijkertijd geprogrammeerde The A-Team.
Medebedenker Ken Levine schreef in 2006 zelf dat hij de serie tot zijn slechtste product ooit rekende. Larry Gelbart vond de serie eveneens ondermaats en gaf aan dat het niet was gelukt om de serie een eigen sfeer mee te geven.